# Eleonore von Anhalt-Zerbst

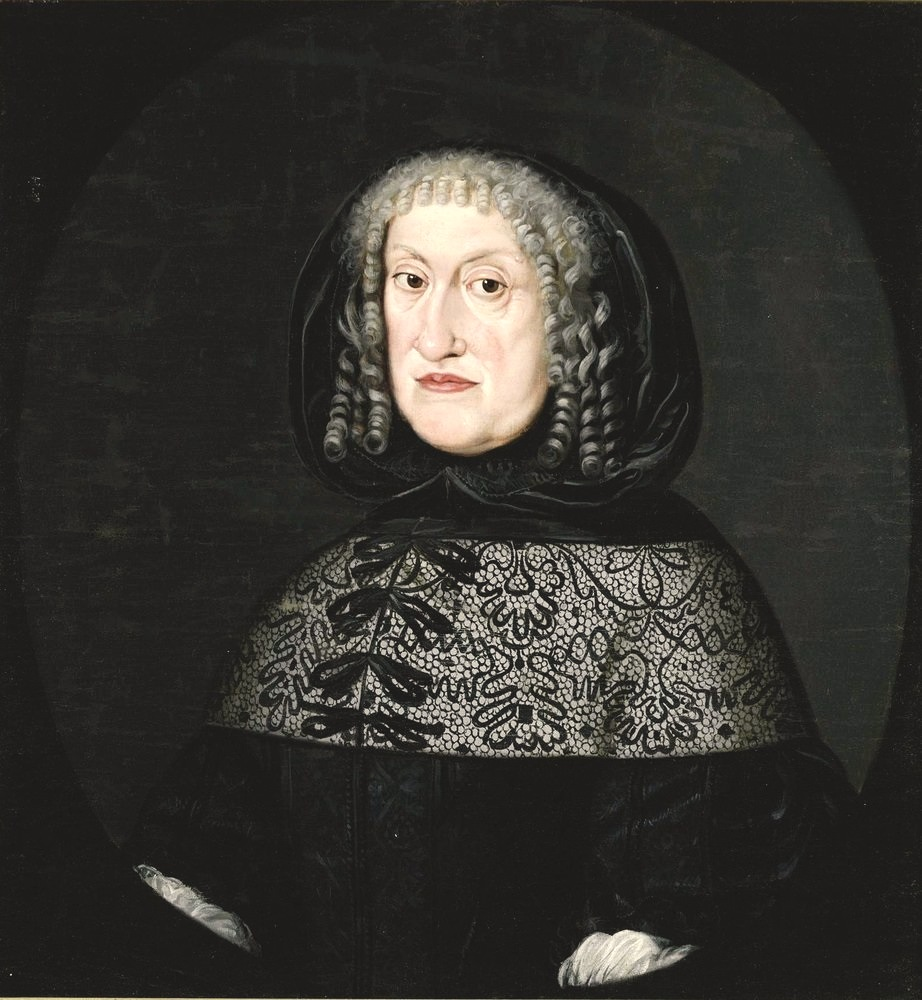
Eleonore von Anhalt-Zerbst, Herzogin von Schleswig-Holstein-Norburg

Eleonore von Anhalt-Zerbst (* 10. November 1608 in Zerbst; † 2. November 1681 in Østerholm auf Alsen) aus der Dynastie der Askanier war eine Prinzessin von Anhalt-Zerbst und durch Heirat Herzogin von Schleswig-Holstein-Sonderburg-Norburg.

## Leben
Eleonore war eine Tochter des Fürsten Rudolf von Anhalt-Zerbst (1576–1621) aus dessen erster Ehe mit Dorothea Hedwig (1587–1609), Tochter des Herzogs Heinrich Julius von Braunschweig-Wolfenbüttel.
Sie wurde am 15. Februar 1632 in Norburg die zweite Ehefrau des Herzogs Friedrich von Schleswig-Holstein-Norburg (1581–1658). Der herzogliche Hof in Nordborg war kärglich ausgestattet und Eleonores Kinder mussten sich ihr Auskommen in der Ferne suchen. Als Beichtvater der Herzogin fungierte seit 1653 der Theologe Christoph Wilhelm Megander. Als Wittumsrat und Hofmeister übernahm sie den Hofmeister ihres jüngsten Sohnes Rudolf Friedrich, Christoph Gensch von Breitenau.
Das Land erlebte unter Eleonores Stiefsohn Johann Bogislaw 1669 den Staatsbankrott und wurde vom Königreich Dänemark wieder eingezogen.
Eleonore starb auf ihrem Witwensitz Schloss Østerholm und ist in der Kirche von Eken (Egen) auf Alsen neben ihrem Gemahl bestattet.

## Nachkommen
Aus ihrer Ehe hatte Eleonore folgende Kinder:
- Kind (*/† 1633)
- Elisabeth Juliane (1634–1704)

⚭ 1656 Herzog Anton Ulrich von Braunschweig-Wolfenbüttel (1633–1714)
- Dorothea Hedwig (1636–1692), Äbtissin von Stift Gandersheim 1665–1678

⚭ 1678 Graf Christoph von Rantzau-Hohenfeld (1625–1696)
- Christian August (1639–1687), englischer Seeoffizier
- Luise Amöna (1642–1685)

⚭ 1665 Graf Johann Friedrich I. von Hohenlohe-Neuenstein-Öhringen (1617–1702)
- Rudolf Friedrich (1645–1688)

⚭ 1680 Gräfin Bibiane von Promnitz (1649–1685)